# سيناريو مرجعي
السيناريو المرجعي (بالإنجليزية: Reference scenario)‏، هو نظام يُقدم صورة معقولة للمستقبل في نظام أولويات دون تكيف، للسماح بالمقارنة بين مختلف استراتيجيات التكيف والسياسات والتدابير. يتمثل السيناريو المرجعي بقيام راعي المكتبات بإحضار سؤال إلى أمين المكتبة، ومن ثم هناك محادثة، تُسمى في الحقل مقابلة مرجعية، حيث يعمل أمين المكتبة لمساعدة الراعي على العثور على ما يريده. وتستخدم هذه السيناريوهات في تدريب أمناء المكتبات في المستقبل على كيفية مساعدة الرعاة. في الأساس، يكون السيناريو قصيرًا مثل جملتين، بما في ذلك السؤال والوضع الذي يكمن وراء هذا السؤال.